# Manne Lundgren
Martin Emanuel "Manne" Lundgren, född 29 september 1898 i Stockholm, död 27 maj 1975 på Lidingö, var en svensk missionär.

## Biografi
Manne Lundgren var son till tillskäraren Wilhelm Martin Lundgren. Han var först skräddarelev hos fadern men genomgick därefter Svenska missionsförbundets missionsskola på Lidingö 1917-1920 och studerade därefter språk vid Alliance française, l'École pratique de langue française i Paris 1920-1921 innan han reste till Kongo för att verka där som missionär. 
Han kom att verka där fram till 1963 med korta avbrott för studier i Europa, 1925-1926 vid Svenska missionsförbundets missionsskola, 1926-1927 vid Alliance française och 1931-1932 vid folkskoleseminariet i Linköping. Lundgren var främst verksam vid missionsstationen Musana i Franska Kongo. Han var 1933-1936, 1938-1946, 1949-1953 och 1955-1961 ledamot av Svenska missionsförbundets missionsråd i Kongo, rektor vid evangelist- och lärarseminariet i Ngouedi i Franska Kongo. 
Lundgren var även ledamot av synodalrådet i Franska Kongo 1939-1944, 1949-1953 och 1955-1963, ledamot av den protestantiska federationen i Franska Ekvatorialafrika 1943-1946, 1949-1953 och 1955-1963 samt ledamot av Kongos protestantiska råd 1945-1946, 1949-1953 och 1955-1962.
Han var gift med Ånija Lundgren, även hon missionär i Kongo.